# Peugeot Jet Force
Il Jet-Force è uno scooter sportivo della Peugeot, viene prodotto sia nelle versioni di 50 cm³ (motore a due tempi) che 125 cm³ (motore a quattro tempi).

## Descrizione
Il Jet-Force vanta soluzioni tecniche avanzate avendo un telaio da motocicletta, freni a disco sia l'anteriore che il posteriore, sistema di frenata integrale nelle versioni SBC, ABS (solo nelle versioni 125 cm³) e addirittura il compressore volumetrico (solo nella versione 125 cc).
I modelli 50 cm³ possono essere ad alimentazione a carburatore oppure iniezione, mentre i 125 è solo ad iniezione.
Il Peugeot Jet-Force Compressor monta il compressore volumetrico e garantisce prestazioni elevate, soprattutto nella versione "Full Power" da 20 CV.
Quando si accelera il compressore entra in funzione con un ritardo di circa 0.7 secondi.
Viene considerato uno dei principali concorrenti del Gilera Runner.
Dall'anno 2007 tuttavia la Peugeot ha tolto dal proprio listino la versione del Jet Force 50 cm³ ad iniezione (TSDI) e tutti i modelli 125 cm³ (incluso quello con il compressore volumetrico). L'unico modello ancora in vendita resta il Jet C-tech (con motore a carburatore), che proprio di recente è stato rivisto in alcuni dettagli (figurine, colorazioni, ecc.).